# NGC 6918
NGC 6918 ist eine linsenförmige Galaxie mit ausgedehnten Sternentstehungsgebieten vom Hubble-Typ SB0/a im Sternbild Telescopium am Südsternhimmel. Sie ist schätzungsweise 232 Millionen Lichtjahre von der Milchstraße entfernt und hat einen Durchmesser von etwa 60.000 Lj.
Im selben Himmelsareal befindet sich u. a. die Galaxie NGC 6909.
Das Objekt wurde am 1. Juli 1834 von John Herschel entdeckt (Als NGC-Objekt aufgeführt).